# Diodor din Tars
Diodor din Tars (în greacă Διόδωρος ὁ Ταρσεύς; n. 330 d.Hr., Antiohia, Prefectura pretoriană a Orientului, Imperiul Roman – d. 394 d.Hr., Tarsos, Turcia) a fost un teolog, reformator monahal și episcop creștin. Susținător puternic al mărturisirii ortodoxe de credință de la Sinodul Ecumenic de la Niceea, Diodor a avut un rol esențial în Primul sinod de la Constantinopol și s-a opus politicii anticreștine a lui Iulian Apostatul (361-363). Diodor a fondat unul dintre cele mai influente centre ale gândirii creștine din biserica timpurie, iar mulți dintre studenții săi au devenit ei înșiși teologi renumiți.

## Tinerețea
Diodor s-a născut într-o familie nobilă din regiunea Antiohiei. A primit o educație filosofică clasică la școala din Atena și la scurtă vreme după ce și-a încheiat educația a intrat în viața monahală. În această perioadă, activitatea lui Diodor s-a concentrat pe scrierea tratatelor filozofice și pe opoziția împotriva încercărilor împăratului Iulian de a restabili păgânismul în Imperiul Roman de Răsărit. Când un arian pe nume Leontie a fost numit episcop al Antiohiei în anul 344, Diodor și prietenul său, Flavian (care mai târziu a fost numit el însuși ca episcop al Antiohiei), i-au organizat pe cei care continuau să urmeze mărturisirea ortodoxă niceeană în afara zidurilor orașului pentru organizarea slujbelor religioase. Potrivit teologului antiohian Teodoret, în aceste adunări a fost introdusă practica cântării antifonale în slujbele bisericești, care s-a răspândită tot mai mult.
În timpul viețuirii sale la mănăstirea din Antiohia, Diodor a devenit un ucenic al lui Meletie al Antiohiei. Meletie a fost ales episcop în 360 și l-a hirotonit pe Diodor ca preot. Când Biserica Antiohiană s-a împărțit în facțiuni, Diodor a fost un susținător puternic al episcopului Meletie și al mișcării sale de susținere a mărturisirii de credință de la Sinodul de la Niceea.
Diodor a fost faimos pentru traiul său simplu, fiind dependent de pomană pentru a face rost de hrană, și a fost arestat frecvent din cauza credinței sale. Aspectul său fizic era unul neglijent, dar Ioan Gură de Aur a descris fizionomia sa ca angelică. 

## Preot
În perioada cât a fost preot, Diodor a fondat o mănăstire și o școală catehetică în apropierea orașului Antiohia. Prin această școală, Diodor a devenit mentorul controversatului teolog și liturgist Teodor din Mopsuestia, dar și al legendarului predicator Ioan Gură de Aur. Această școală a stat la baza apariției unei perspective antiohiene originale atât asupra interpretării biblice, cât și a hristologiei, fiind cunoscută sub numele de Școala Antiohiană. În cele din urmă, perspectiva teologică a școlii lui Diodor a fost dusă la extrem în învățăturile lui Nestorie, care au fost condamnate pentru prima dată de Sinodul Ecumenic de la Efes din 431.
Rolul său de șef al Școlii Antiohiene a determinat exilarea lui Diodor în 372. Împăratul Valens (364-378) l-a alungat în Armenia, unde Diodor a întâlnit un alt susținător celebru al facțiunii niceene, episcopul Vasile din Cezareea Capadociei, în timpul exilului său. Când Diodor s-a întors din exil după moartea împăratului în 378, Vasile era arhiepiscop (sau patriarh) al Cezareei, iar el l-a numit pe Diodor ca episcop de Tars.

## Episcop de Tars
În calitate de episcop al Tarsului, Diodor a continuat să promoveze învățătura niceeană cu privire la relația dintre firile umană și divină în persoana lui Isus Hristos. El s-a opus activ atât arianismului, cât și apolinarismului din vremurile sale (Arie susținea că Iisus Hristos nu are o fire complet divină, fiind o creație a Tatălui, iar Apolinarie din Laodiceea a predicat că Hristos nu a avut o fire complet umană, deoarece Logosul Divin a înlocuit mintea umană rațională).
Diodor a jucat un rol cheie atât în Sinodul local de la Antiohia (379), cât și în primul Sinod ecumenic de la Constantinopol din 381. Când mentorul lor, Meletie, a murit în anul 381, Diodor l-a recomandat pe prietenul său, Flavian, ca succesor, prelungind astfel schisma din Biserica Antiohiană. Diodor a murit în jurul anului 394.

## Teologia lui Diodor
Hristologia lui Diodor a fost condamnată ca eretică de generațiile ulterioare, cel mai explicit la un sinod local de la Constantinopol din 499, care a descris opiniile teologice ale lui Diodor ca nestoriene. O opinie negativă similară cu privire la învățăturile lui Diodor a avut-o cu siguranță arhiepiscopul Chiril al Alexandriei (412-444). Cu toate acestea, în cadrul propriei sale generații, Diodor era considerat un susținător al mărturisirii ortodoxe de la Niceea, iar în decretul său care ratifica hotărârile Sinodului Ecumenic de la Constantinopol, împăratul Teodosiu I (379-395) l-a descris pe Diodor drept un „campion al credinței”.
Specificul teologiei lui Diodor este greu de cunoscut, întrucât tot ceea ce mai a rămas din scrierile sale sunt doar niște fragmente de proveniență incertă. O mare parte a învățăturii teologice a lui Diodor a fost dedusă din scrierile ulterioare ale ucenicilor săi și ale moștenitorilor intelectuali ai Școlii Antiohiene.
Clericul universalist John Mather Austin (1855) a afirmat că Diodor a fost, de asemenea, universalist, deoarece episcopul Saloman de Bassorah a proclamat mântuirea tuturor oamenilor în Cartea albinei (1222) și a citat opiniile lui Diodorus și Teodor din Mopsuestia în sprijinul punctului său de vedere.
Potrivit scriitorului universalist J.W. Hanson (1899) Diodor credea că mila lui Dumnezeu va face ca oamenii răi să fie pedepsiți mai puțin decât meritau pentru păcatele lor, deoarece mila divină le-a dăruit mai mult bine decât au meritat, și a negat că Dumnezeu va dărui oamenilor nemurirea în scopul prelungirii sau perpetuării suferinței.
„Diodor potrivit Joseph Simon Assemani, Bibliotheca Orientalis (1728)”—„Cu toate acestea, pentru cei răi există pedepse, nu veșnice, ca nu cumva nemurirea pregătită pentru ei să fie un inconvenient, dar ei trebuie să fie curățați într-o scurtă perioadă, în funcție de cantitatea de răutate din activitățile lor. Ei vor suferi, prin urmare, pedepse pe un termen scurt, dar binecuvântarea nemuritoare fără sfârșit îi așteaptă; pedepsele care ar trebui să le fie aplicate pentru numeroasele și gravele lor păcate sunt depășite cu mult de amploarea milosteniei care le va fi arătată. Învierea este considerată, deci, ca o binecuvântare nu numai pentru cei buni, ci și pentru cei răi.”

## Legături externe
- Diodor din Tars: Comentariu asupra Psalmilor
- Opera Omnica greacă de Migne Patrologia Graeca cu index analitic